# Selección femenina de hockey sobre hierba de Japón

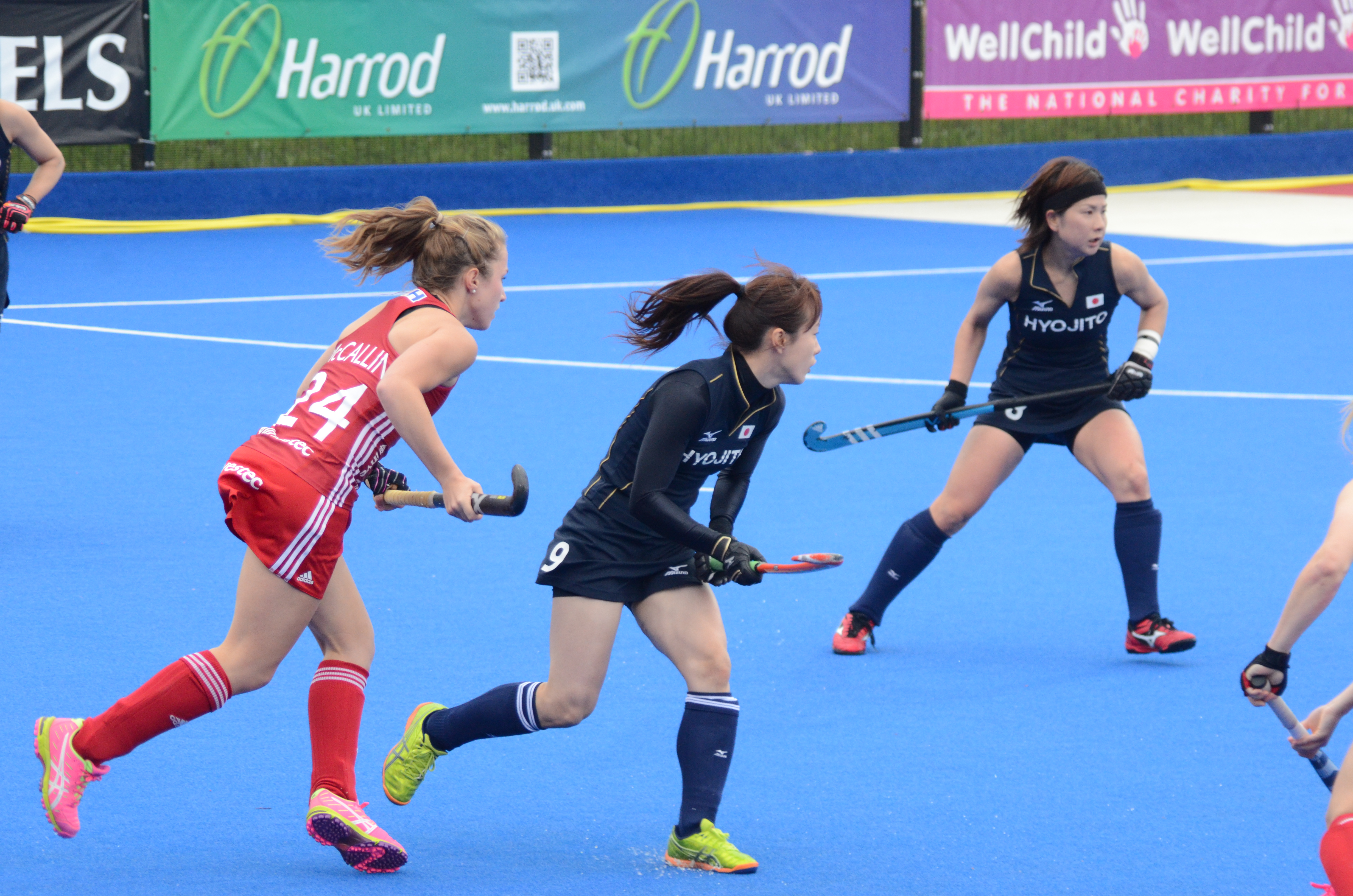
Selección femenina de hockey sobre hierba de Japón

La selección femenina de hockey sobre hierba de Japón es el equipo de hockey sobre hierba que representa a Japón en los campeonatos de selecciones femeninas. Son apodadas las "Sakura", en referencia al flor de cerezo.
Ha participado en tres ediciones de los Juegos Olímpicos, logrando el octavo puesto en 2004. En la Copa Mundial resultó quinta en 2006, sexta en 1978 y séptima en 1981.
La selección de Japón ha jugado tres ediciones del Champions Trophy, resultando quinta en 2007 y 2012. En tanto, ganó el Champions Challenge de 2011 y fue tercera en 2003, 2005 y 2009.
En tanto, en la Copa Asiática fue campeona en 2007 y 2013, y segunda en 1981, 1985, 1989 y 2004. En los Juegos Asiáticos fue segunda en 1986, 1994 y 2006 y tercera en 1990, 2002 y 2010.

## Resultados

### Juegos Olímpicos
- Atenas 2004 - 8.º puesto
- Pekín 2008 - 10.º puesto
- Londres 2012 - 9.º puesto
- Río de Janeiro 2016 - 10.º puesto
- Tokio 2020 - 11.º puesto

### Copa Mundial
- Mandelieu 1974 - No participó
- Berlín 1976 - No participó
- Madrid 1978 - 6.º puesto
- Buenos Aires 1981 - 7.º puesto
- Kuala Lumpur 1983 - No participó
- Amstelveen 1986 - No participó
- Sídney 1990 - 11.º puesto
- Dublín 1994 - No participó
- Utrecht 1998 - No participó
- Perth 2002 - 10.º puesto
- Madrid 2006 - 5.º puesto
- Rosario 2010 - 11.º puesto
- La Haya 2014 - 10.º puesto

### Champions Trophy
- 1987-2006 - No participó
- Quilmes 2007 - 5.º puesto
- Mönchengladbach 2008 - 6.º puesto
- 2009-2011 - No participó
- Rosario 2012 - 5.º puesto
- Mendoza 2014 - 8.º puesto

### Champions Challenge
- Johannesburgo 2002 - No participó
- Catania 2003 - Bronce
- Virginia Beach 2005 - Bronce
- Bakú 2007 - No participó
- Ciudad del Cabo 2009 - Bronce
- Dublín 2011 - 1.º puesto
- 2012-2014 - No participó

### Liga Mundial
- 2012/13 – 9.º puesto
- 2014/15 – 12.º puesto